# 穆里洛·恩里克·德·阿劳霍·桑托斯
穆里洛·恩里克·德·阿劳霍·桑托斯（葡萄牙語： Murilo Henrique de Araujo Santos，1995年12月2日—）， 是巴西职业足球运动员，司职后卫。现效力于马来西亚超级足球联赛的柔佛DT。

## 荣誉

### 俱乐部
HJK赫尔辛基
- 芬蘭足球超級聯賽冠军：2022